# Poul Arne Nielsen
Poul Arne Nielsen (født 25. september 1944) er en dansk politiker fra Venstre, som fra 2007 til 2014 var borgmester i Stevns Kommune, efter at have været borgmester i den gamle Vallø Kommune.

## Eksternt link
- Danske Kommuners borgmesterfakta